# Конья (провінція)
Ко́нья (тур. Konya) — провінція в Туреччині, розташована в регіоні Центральна Анатолія. Столиця — Конья.
| Туреччина | Це незавершена стаття з географії Туреччини. Ви можете допомогти проєкту, виправивши або дописавши її. |